# ElPozo
El Pozo Alimentación S.A., más conocida como ElPozo, es una empresa española del sector de la alimentación con sede social en Alhama de Murcia. En la actualidad la empresa forma parte del Grupo Fuertes conformado además por Procavi, Bodegas Luzón, Palancares, Cefusa, Agrifusa, Fripozo , Sediasa y Aquadeus, diversificando la actividad con Aemedsa, Profusa, Terra Natura, Todagres y VisHoteles

## Historia
La empresa fue fundada en 1954, y tiene como origen una tienda de charcutería abierta en la ciudad española de Alhama de Murcia por Antonio Fuertes, en el año 1936.
El presidente de la misma, Tomás Fuertes, recibió en 2011 la Medalla de Oro al Mérito en el Trabajo, la más alta distinción que concede el Estado español, en reconocimiento a su importante papel en el desarrollo y modernización del sector de la alimentación española.
La firma lidera el segmento salud en materia de cárnicos con sus línea Bienestar, una gama con un perfil nutricional optimizado, que, según la compañía, la hacen «ideal para que toda la familia pueda disfrutar de un estilo de vida sano y equilibrado, sin renunciar al mejor sabor».
En el verano de 2012, El Pozo, la firma de alimentación experta en proteínas propiedad del holding Grupo Fuertes, se ha convertido en el nuevo líder del sector como marca al alcanzar una posición en el mercado del 8,7 por ciento, frente al 7,8 % que tiene actualmente Campofrío como marca, según datos de julio de la consultora AC Nielsen. En 2015 se convirtió en la marca que más hogares españoles compraron.

### El Pozo en la actualidad

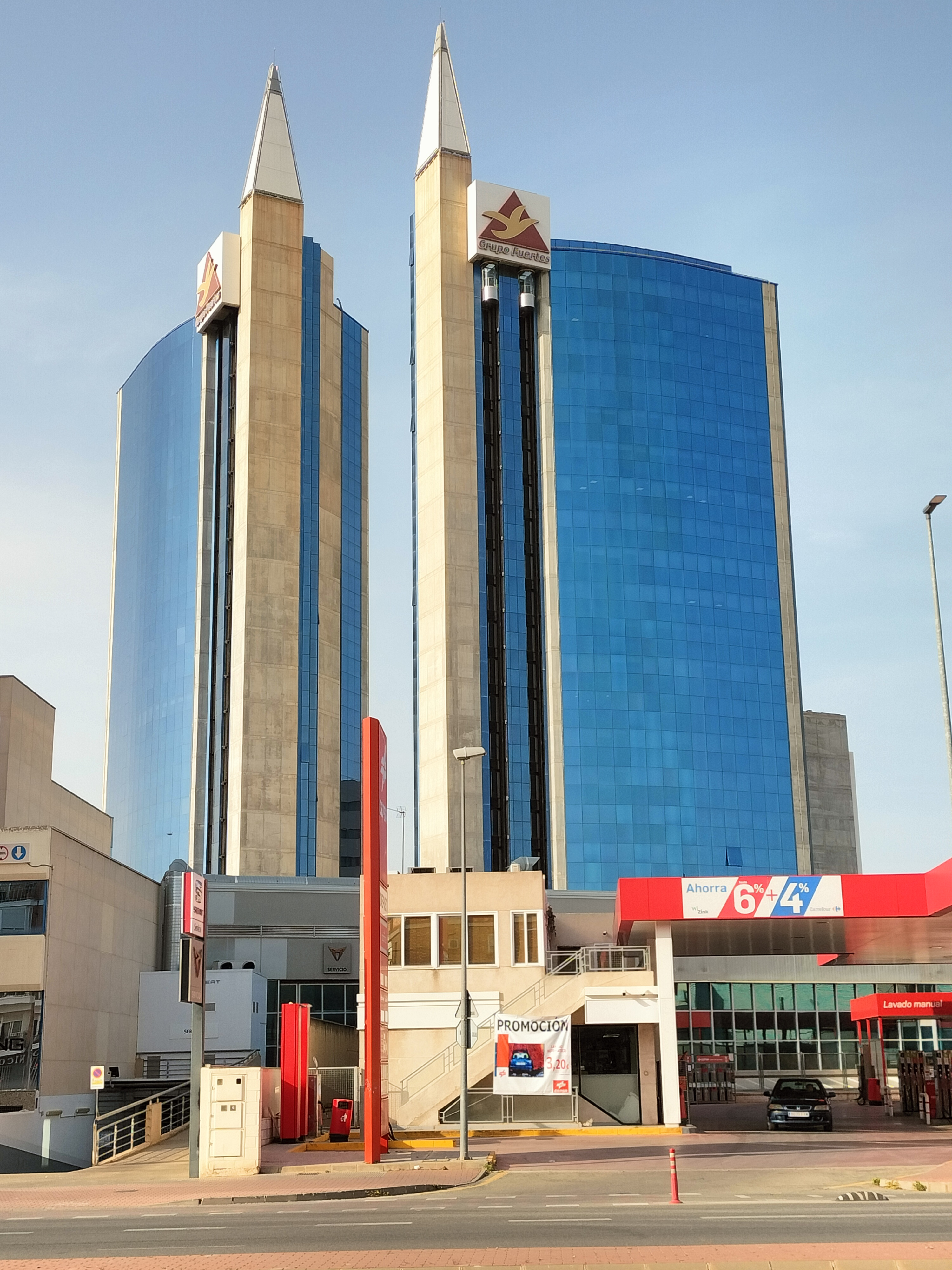
Sede del Grupo Fuertes, al que pertenece El Pozo, en Murcia.

Es la segunda empresa de la comunidad murciana por facturación, con 1129 millones de euros, un 8,4 % en relación con el ejercicio anterior (año fiscal cerrado en 2017), tan solo superada por Hefame.
En 2019, la plantilla supera los 4600 trabajadores directos y 23 000 indirectos. La empresa se halla presente en 82 países del mundo y exporta a cuatro continentes.
Del mismo modo en 2018, y por tercer año consecutivo, El Pozo es la marca que más hogares españoles consumen. Según el informe de Brand Food print 2018 de Kantar Worldpanel. Ocupa el número 20 en el ranking del sector de alimentación en España y el número uno en las comunidades de: Andalucía, Castilla-La Mancha, Canarias,  Murcia y Extremadura.

## Controversias
El 4 de febrero de 2018 la empresa se vio envuelta en un escándalo de salud pública a raíz de la emisión del programa Salvados de la cadena de televisión española La Sexta. Al parecer, una granja independiente tenía cerdos en mal estado o enfermos (tumores, heridas, malformaciones, canibalismo, etc.). El Pozo dejó de trabajar con la granja responsable, propiedad de los Hermanos Carrascos que suministraba productos a la filial Cefusa e inició uno de los protocolos de bienestar animal más ambicioso de España.

## Patrocinio deportivo
El Pozo es el patrocinador del equipo El Pozo Murcia Turística, de fútbol sala.